# Caecilia volcani
Caecilia volcani is een wormsalamander uit de familie van Caeciliidae. De soort leeft in Midden-Amerika.

## Verspreiding
Caecilia volcani werd in 1969 beschreven aan de hand van tien exemplaren die gevonden werden tijdens een expeditie van Edward Harrison Taylor en Charles Myers in El Valle de Antón in Panama. Later werd de soort ook waargenomen in Reserva Forestal Fortuna, El Copé en Parque Nacional Santa Fe. 
Verschillende wormsalamanders uit het Caribische deel van Costa Rica die voorheen als Dermophis parviceps werden geduid, bleken later ook Caecilia volcani te zijn. Dit bleek in 2017 uit een analyse van fenotypische karakteristieken en genetisch materiaal van een specimen van een dergelijke wormsalamander uit het Guayacán-reservaat. Ook exemplaren uit Rara Avis, een reservaat bij de Barva-vulkaan, bleken tot Caecilia volcani te behoren.
In 2023 werd Caecilia volcani voor het eerst waargenomen op een eiland, Isla Colón in Bocas del Toro.

## Uiterlijke kenmerken
Caecilia volcani onderscheidt zich van de Dermophis-soorten door een chemosensorische tentakel direct onder het neusgat, een ander patroon van groeven op de rug en tanden in de onderkaak. Caecilia volcani wordt gemiddeld 25 tot 35 centimeter lang. Het grootst bekende exemplaar was 43 centimeter lang. Het lichaam is over het algemeen paars gekleurd met een vaalroze kop.

## Leefwijze
Caecilia volcani heeft een gravende leefwijze en het komt voor modderige en moerasachtige bodem. De soort leeft in diverse habitats, variërend van volgroeid regenwoud tot tuinen van zeeniveau tot op 1100 meter hoogte.